# Gisbert Jänicke
Gisbert Jänicke (* 19. März 1937 in Ziegelhausen) ist ein deutscher Übersetzer aus dem Finnischen, Schwedischen und Estnischen.

## Leben
Jänicke machte eine Buchhandelsausbildung und lebt seit 1957 in Finnland. Hier war er bis 1978 im Buchhandel tätig, seitdem lebt er als freier Übersetzer in Helsinki. Er ist verheiratet mit der Übersetzerin Raija Jänicke, die aus dem Deutschen und Schwedischen ins Finnische übersetzt.
Jänicke übersetzt sowohl Lyrik als auch Prosa und Sachtexte, wobei ein leichter Schwerpunkt auf der Lyrik zu liegen scheint, wenngleich der Autor selbst zurückhaltend betonte: „Ich bevorzuge die Lyrik nicht, aber ich liebe sie“ Auffällig sind aber seine zahlreichen Übersetzungen von Paavo Haavikko und zum Beispiel die Neuübersetzung des Kalevala.
Insbesondere hat sich Jänicke auch um die Übersetzung estnischer Lyrik verdient gemacht. Er war regelmäßiger Mitarbeiter der Zeitschrift estonia, für die er von 1992 bis 2004 in beinahe jeder Ausgabe eine Auswahl eines estnischen Dichters oder einer Dichterin in deutscher Übersetzung brachte. Auf diese Weise liegen von Artur Alliksaar (1/1994), Betti Alver (1/1992), Contra (2/2002), Andres Ehin (2/1996), Kristiina Ehin (2004), Jaan Kaplinski (1/1999), Doris Kareva (1/1998), Jaan Kross (1/1995), Hasso Krull (2/2001), Ilmar Laaban (2/2000), Leonhard Lapin (1/2003), Viivi Luik (2/1999), Ene Mihkelson (2/1995), Ellen Niit (2/1998), Tõnu Õnnepalu (1/1996), Kristian Jaak Peterson (1/2001), Paul-Eerik Rummo (2/1997), Mats Traat (2/1994), Debora Vaarandi (1/1993), Mari Vallisoo (2/2003), Elo Viiding (1/2002), Juhan Viiding (1/1997) Gedichtproben auf Deutsch vor.

## Auszeichnungen
- 1997 Finnischer Staatspreis für ausländische Übersetzer
- 2002 Hans-Erich-Nossack-Akademiepreis für Dichter und ihre Übersetzer der Mainzer Akademie der Wissenschaften und der Literatur

## Wissenschaftliche Beiträge
- Edith Södergran. Diktare på två språk. Helsingfors 1984. (Skrifter utgivna av Svenska litteratursällskapet i Finland nr 518)
- Kalewaland. Das finnische Epos und die Problematik der Epikübersetzung. Hamburg: Buske 1991. (Schriften aus dem Finnland-Institut in Köln, Bd. 15)
- Ernst Brausewetters finnländisches Abenteuer. Das Schicksal eines Übersetzers. Berlin: BWV – Berliner Wissenschafts-Verlag 2006. (Schriftenreihe der Deutsch-Finnischen Gesellschaft; Band 6)

## Übersetzungen
- Die Geschichte von Kullerwo. Sechs Lieder aus der Kalewala. Insel-Verlag, Frankfurt am Main 1964 (Insel-Bücherei 819)
- Christer Kihlman: Edler Prinz. Nordis, Düsseldorf 1983.
- Finnland : Mythos & Realität : Signale & Impulse aus einem europäischen Randstaat. Ausgew. und übers. von Gisbert Jänicke; Hgg. Peter K. Kirchhof, Johann P. Tammen. Wirtschaftsverlag NW, Verlag für neue Wissenschaft, Bremerhaven 1984 (= die horen 133)
- Das Land, das nicht ist. Eine schwedische Anthologie aus Finnland. Hrsg., komment. und aus dem Schwedischen übers. von Gisbert Jänicke. Hinstorff, Rostock 1986
- Erkundungen. 22 Erzähler aus Finnland. Hrsg. von Gisbert Jänicke; aus dem Finnischen von Gisbert Jänicke, Regine Pirschel, Peter Uhlmann; aus dem Schwedischen von Gisela Kosubek, Widerun Rehwaldt. Volk und Welt, Berlin 1986
- Zacharias Topelius: Walters Abenteuer. Lausbubengeschichten aus dem Land der Wälder und Seen. Aus dem Schwedischen übersetzt und bearbeitet von Gisbert Jänicke. Gerstenberg, Hildesheim 1988
- Paavo Haavikko: Herbstland. Gedichte aus den Jahren 1987–1990 in der Auswahl des Autors. Residenz, Salzburg 1991
- Paavo Haavikko: Nur leicht atmen die Bäume. Herausgegeben, aus dem Finnischen übersetzt und mit einer Nachbemerkung versehen von Gisbert Jänicke. Volk und Welt, Berlin 1991.
- Elias Lönnrot: Der Wanderer oder Erinnerungen an eine Reise zu Fuß durch Häme, Savo und Karelien anno 1828. Aus dem Schwedischen übertragen, herausgegeben und mit einem Vorwort von Gisbert Jänicke. Leipzig: Sammlung Dieterich 1991.
- Das Leben ist noch neu. Zehn estnische Autoren. Eine Anthologie. Karlsruhe: INFO Verlagsgesellschaft 1992. (Edition Junge Poesie)
- Viivi Luik: On aastasaja lõpp – Das Jahrhundert ist zu Ende. Aus dem Estnischen von Gisbert Jänicke. Eesti Raamat, Tallinn 1993
- Paavo Haavikko: Anastasia ja mina – Anastasia und ich. Juva: Art House 1994.
- Paavo Haavikko: Fleurs mittlere Reife. Roman. Residenz, Salzburg 1994
- Arto Paasilinna, Terho Ovaska: Herr Wassermann und die finnische Sauna. Helsinki: Tietosanoma 1994.
- Daniel Katz: Der falsche Hund. München: Luchterhand 1997.
- Paavo Haavikko: Gedichte! Gedichte. Residenz, Salzburg 1997
- Olof Lagercrantz: Dante und die Göttliche Komödie. Insel Verlag, Frankfurt am Main und Leipzig 1997
- Arto Paasilinna: Spuren im Schnee : die vieltausendjährige Geschichte des finnischen Skis. Tietosanoma, Helsinki 1998
- Kulturlexikon Finnland. Herausgeber Olli Alho; Redaktion Gisbert Jänicke, Päivi Vallisaari. Helsinki: Finnische Literaturgesellschaft 1998. (Veröffentlichungen der Finnischen Literaturgesellschaft 719)
- Veijo Meri: Unter dem Polarstern. Geschichten aus der finnischen Geschichte. Helsinki: Otava 1999.
- Jorma Eronen, Paavo Haavikko, Sirkka Turkka: Gedichte aus Finnland. Übersetzt von Dorothea Grünzweig und Gisbert Jänicke. Basel: Zwischen den Zeilen, U. Engeler 2001.
- Daniel Katz: Lots Töchter. Roman. Insel Verlag, Frankfurt am Main und Leipzig 2001
- Runar Schildt: Zoja und andere Erzählungen: Geschichten aus Finnland. Manesse, Zürich 2001
- Elias Lönnrot: Kalewala. Das finnische Epos. Übersetzt und mit einem Nachwort von Gisbert Jänicke. Jung und Jung, Salzburg 2004.
- Erik Tawaststjerna: Jean Sibelius. Jung und Jung, Salzburg 2005.
- Aleksis Kivi: Sieben Brüder. Eine Erzählung. Jung und Jung, Salzburg 2014
- Runar Schildt: Zoja. Erzählungen aus Finnland. Manesse, Zürich 2014.